# Донбасский государственный технический университет
Донба́сский госуда́рственный технический университет (укр. Донбаський державний технічний університет) — высшее учебное заведение в Лисичанске и в Алчевске. На сегодняшний день институт разделен на две части. Одна на неподконтрольной Украине территории в Алчевске, вторая в Лисичанске (в 2020 присоединен к Восточноукраинскому национальному университету).

## История
Основан 12 октября 1957 года как Ворошиловский горно-металлургический институт. Был организован по инициативе и при активном участии 1 замминистра высшего образования УССР Г. Г. Ефименко.
В 1964 году в связи с переименованием города вуз был переименован в Коммунарский горно-металлургический институт (КГМИ).
С 1992 года — Донбасский горно-металлургический институт (ДГМИ).
Приказом Министерства образования и науки Украины № 622 от 27 июля 2004 года на базе ДГМИ был создан Донбасский государственный технический университет (ДонГТУ).
С 2014 года часть коллектива ДонГТУ находится в эвакуации в Лисичанске Луганской области (ректорат и часть трудового и преподавательского коллектива). Указом МОН Украины № 1197 от 23.10.14 г. юридический адрес ДонГТУ закреплен в г. Лисичанск, проспект Ленина (с 2016 г. пр. Победы), 84.
Согласно приказу МОНУ, в мае 2018 года клон ДонГТУ в г. Лисичанске прекратил своё существование. По этому приказу, студенты и имущество ДонГТУ г. Лисичанска были переданы переехавшему в г. Северодонецк Восточноукраинскому национальному университету им. В.Даля.
На материально-технической базе университета в Алчевске продолжается обучение.

### Ректоры
1. Коваль Иван Федорович — с 5 августа 1957 года по 15 января 1959 года — кандидат технических наук, первый директор Ворошиловского горно-металлургического института (ВоГМИ)
2. Воеводин Юрий Михайлович — с 1959 по 3 июля 1980 года — кандидат технических наук
3. Колядин Григорий Иванович (и. о. ректора) — с 1980 по 1981 год
4. Ленович Аркадий Семёнович — с 5 февраля 1981 года по 8 мая 1989 года — профессор, кандидат технических наук
5. Дорофеев Владимир Николаевич — с 23 июня 1989 года по 2005 год — профессор, кандидат технических наук, заслуженный работник народного образования Украины, академик Академии горных наук Украины и Международной академии наук экологии и безопасности жизнедеятельности, депутат Верховной Рады Украины I созыва, почётный гражданин города Алчевска[4]
6. Акмаев Анатолий Исаевич — с 1 апреля 2005 года по 25 июня 2011 года — профессор, доктор экономических наук[5]
7. Окалелов Василий Николаевич (и. о. ректора) — с июня по июль 2011 — доцент, доктор технических наук
8. Заблодский Николай Николаевич (и. о. ректора) — с 16 августа 2011 по январь 2012 — профессор, доктор технических наук
9. Антощенко Николай Иванович — с января 2012 — профессор, доктор технических наук

В оставшемся в Алчевске вузе назначались ректоры:
1. Рябичев Виктор Дронович — с ноября 2014 по август 2015 — профессор, доктор технических наук
2. Зинченко Андрей Михайлович — с августа 2015 года по август 2020 — доцент, кандидат экономических наук
3. Куберский Сергей Владимирович -  с августа 2020 года по август 2021— профессор, кандидат технических наук
4. Вишневский Дмитрий Александрович - с августа 2021 по настоящее время - доцент, кандидат технических наук

## Структура
Донбасский государственный технический университет являлся современным образовательный и научный комплексом, в составе которого имеется (в Алчевске):
- 8 учебных корпусов
- 5 общежитий;
- Научная библиотека с книжным фондом свыше 700 тыс. экземпляров (в Алчевске) ;
- 5 факультетов[6]:
  - Горный факультет
  - Факультет металлургического и машиностроительного производства
  - Строительный факультет
  - Факультет автоматизации и электротехнических систем
  - Экономический факультет
- Колледж;
- Отдел международной деятельности
- Институт дополнительного образования
- 29 базовых кафедр;
- 4 филиала[7] в городах:
  - Красный Луч,
  - Краснодон,
  - Свердловск,
  - Ровеньки,
- 2 техникума:
  - Алчевский индустриальный (в Алчевске),
  - Перевальский горный;
- научно-исследовательский и проектно-конструкторский институт «Параметр» (в Алчевске);
- государственный межвузовский центр лазерно-локационных наблюдений искусственных спутников Земли «Орион» (в Алчевске);
- музей истории университета (главный корпус);
- геолого-минералогический музей (6-й корпус);
- археологический музей (6-й корпус);
- издательско-полиграфический центр «Ладо» (2-й корпус);
- редакция газеты «Импульс» (1-й корпус);
- центр культуры и досуга «Талант» (главный корпус);
- спортивно-оздоровительный комплекс «Алтагир» (Запорожская обл.);
- студенческий профилакторий (5-й корпус);
- студенческая поликлиника (2-й корпус);
- центр компьютерных технологий (5-й корпус);
- телефонная станция (главный корпус).

Общая площадь зданий и сооружений университета — около 100 000 м².

## Досуг
- Команда КВН «Коммунарские Парижане» принимала участие в играх Высшей лиги.
- Центр культуры и досуга «Талант» объединяет 12 коллективов художественной самодеятельности.[8]
- Проводятся занятия в 12 спортивных секциях.[9]
- С 1970 года успешно работает фотоклуб «Прометей» (в 1982 году присвоено звание «Народный самодеятельный коллектив»).[10]
- C 1976 года работает слайдклуб «Синяя птица» (звание «Народный самодеятельный коллектив» присвоено в 1990 году).[11]

## Известные выпускники
- Владимир Николаевич Пристюк (р. 1960) — губернатор Луганской области (с 2010 по 2014 гг.)
- Наталья Владимировна Комарова — российский государственный деятель, губернатор Ханты-Мансийского АО — Югры (с 2010 по 2024 гг.)
- Константин Юрьевич Королевский  — российский государственный деятель
- Александр Яковлевич Колесников (1 августа 1930 года — 23 января 2008 года, Луганск) — шахтёр, Герой Социалистического Труда.